# Tom Dumont
Tom Dumont (11 de Janeiro de 1968) é um guitarrista dos Estados Unidos da América.
É guitarrista do No Doubt. 

## Vida pessoal
Dumont e sua esposa Mieke têm três filhos juntos: Ace José Dumont, nascido em 6 de abril de 2006, Rio Atticus Dumont, nascido em 18 de junho de 2008, e Koa Thomas Dumont, nascido em 19 de fevereiro de 2011.
Tom tocou a música Castle of Glass no show tributo do Linkin Park ao ex vocalista da banda Chester Bennington junto com Alanis Morissette e Tony Kanal no dia 27 de outubro de 2017 no Hollywood Bowl